# 1883年全米選手権 (テニス)
1883年に行われた、第3回 全米選手権（だい3かいぜんべいせんしゅけん）に関する記事。アメリカ・ロードアイランド州ニューポート・カジノにて開催。

## 大会の流れ
- 第1回大会の1881年から1886年までは、男子シングルス・男子ダブルスの2部門がアメリカ・ロードアイランド州「ニューポート・カジノ」において実施された。1887年から女子シングルス、1889年から女子ダブルスが加わり、混合ダブルスは1892年から公式競技になった。
- 1881年から1967年まで、全米選手権は各部門が個別の名称を持ち、大会会場も別々のテニスクラブで開かれた。これが他の3つのテニス4大大会と大きく異なる点である。
  - 男子シングルス　名称：全米シングルス選手権（U.S. National Singles Championship）
  - 男子ダブルス　名称：全米ダブルス選手権（U.S. National Doubles Championship）
- 競技ルールは、ウィンブルドン選手権に準拠して実施された。ウィンブルドン選手権でも、1883年まではゲームカウント 5-5 になった時に次のゲームで勝敗を決めていたため「6-5」の試合結果が多く見られた。
- 初期の全米選手権のように、外国人出場者が少なかった時期は、地元アメリカ人選手の国籍表示を省略する。

## 大会経過

### 男子シングルス
準々決勝
- リチャード・シアーズ vs. ウィリング・ヘア・パウエル　6-2, 6-0
- フォックスホール・キーン vs. マシューソン・スミス　6-3, 6-4
- ジェームズ・ドワイト vs. ゴッドフリー・ブリンリー　6-2, 6-3
- リチャード・コノバー　試合なし → 準決勝へ

準決勝
- リチャード・シアーズ vs. フォックスホール・キーン　6-0, 6-0
- ジェームズ・ドワイト vs. リチャード・コノバー　6-4, 6-3

（準決勝までは最大3セット・マッチ。1883年まで）

## 決勝戦の結果
- 男子シングルス：リチャード・シアーズ vs. ジェームズ・ドワイト　6-2, 6-0, 9-7　［決勝は最大5セット・マッチ］
- 男子ダブルス：リチャード・シアーズ＆ジェームズ・ドワイト vs. アレクサンダー・バン・レンセラー＆アーサー・ニューボールド　6-0, 6-2, 6-2